# Peter Rogers
Peter Rogers (* 20. Februar 1914 in Rochester, Kent; † 14. April 2009 in Buckinghamshire) war ein britischer Filmproduzent.

## Leben
Rogers arbeitete zunächst als Journalist; nach der krankheitsbedingten Entlassung aus der Armee wurde er 1942 für die J. Arthur Rank Productions als Gagschreiber engagiert. Bald produzierte er die von ihm betreuten Projekte selbst. Bekannt wurde er durch die Carry-On-Filmreihe, die seit dem ersten Film Kopf hoch – Brust raus! (1958) dreißig weitere Filme umfasst. Bereits zuvor hatte er v. a. Komödien produziert. Nach Abebben der Erfolgswelle arbeitete er an Best-of-Zusammenstellungen für das Fernsehen, ging jedoch 1994 bankrott.
Von 1958 bis 1959 war er als Ausführender Produzent der Fernsehserie Ivanhoe tätig.
Neben seiner Produzententätigkeit schrieb Rogers etliche Romane; er war mit seiner Kollegin Betty Box verheiratet.

## Filmografie (Auswahl)
Wenn nicht anders angegeben, als Produzent.
- 1947: Der perfekte Mörder (Dear Murderer) (Drehbuch)
- 1957: Interpol ruft Berlin (The Vicious Circle)
- 1958: Kopf hoch – Brust raus! (Carry On Sergeant)
- 1958–1959: Ivanhoe (Fernsehserie, 39 Folgen, ausführender Produzent)
- 1959: 41 Grad Liebe (Carry On Nurse)
- 1959: Ist ja irre – Lauter liebenswerte Lehrer (Carry On Teacher)
- 1960: Ist ja irre – Diese strammen Polizisten (Carry On, Constable)
- 1960: Ist ja irre – unser Torpedo kommt zurück (Watch Your Stern)
- 1961: Nicht so toll, Süßer (Carry On Regardless)
- 1962: Ist ja irre – der Schiffskoch ist seekrank (Carry On Cruising)
- 1963: Ist ja irre – diese müden Taxifahrer (Carry On Cabby)
- 1964: Ist ja irre – ’ne abgetakelte Fregatte (Carry On Jack)
- 1964: Ist ja irre – Agenten auf dem Pulverfaß (Carry On Spying)
- 1964: Ist ja irre – Cäsar liebt Cleopatra (Carry On Cleo)
- 1965: Ist ja irre – der dreiste Cowboy (Carry On Cowboy)
- 1966: Ist ja irre – Alarm im Gruselschloß (Carry On Screaming!)
- 1967: Ist ja irre – Nur nicht den Kopf verlieren (Don’t Lose Your Head)
- 1967: Ist ja irre – In der Wüste fließt kein Wasser (Follow That Camel)
- 1967: Das total verrückte Krankenhaus (Carry On Doctor)
- 1968: Alles unter Kontrolle – keiner blickt durch (Carry On… Up the Khyber)
- 1969: Das total verrückte Campingparadies (Carry On Camping)
- 1969: Das total verrückte Irrenhaus (Carry On Again Doctor)
- 1970: Die total verrückte Königin der Amazonen (Carry On Up the Jungle)
- 1970: Liebe, Liebe usw. (Carry On Loving)
- 1971: Tod im Teufelsgrund (Assault, ausführender Produzent)
- 1971: Heinrichs Bettgeschichten oder Wie der Knoblauch nach England kam (Carry On Henry)
- 1971: Ein Streik kommt selten allein (Carry On at Your Convenience)
- 1972: Die total verrückte Oberschwester (Carry On Matron)
- 1972: Schütze dieses Haus (Bless This House)
- 1972: Ein total verrückter Urlaub (Carry On Abroad)
- 1973: Mißwahl auf Englisch (Carry On Girls)
- 1974: Mach’ weiter, Dick! (Carry On Dick)
- 1975: Carry On Laughing! (Fernsehserie, 13 Folgen, ausführender Produzent)
- 1975: Der total verrückte Mumienschreck (Carry On Behind)
- 1976: Retter der Nation (Carry On England)
- 1978: Mach’ weiter, Emmanuelle (Carry On Emmannuelle)
- 1992: Mach’s nochmal, Columbus (Carry On Columbus) (ausführender Produzent)